# 금호대교 (영천시)
금호대교(錦湖大橋)은 대한민국의 경상북도 영천시 금호읍과 도동 사이를 연결하는 금호강의 교량이다.

## 접속 하는 도로
- 국도 제4호선
- 국도 제35호선
- 대경로

## 같이 보기
- 금호강